# Постановки Рижского русского театра имени Михаила Чехова
Список театральных постановок (премьер) Рижского русского театра имени Михаила Чехова.

## 1940—1949
- 1940 — «Слава» Виктора Гусева — режиссёр М. Пярн
- 1940 — «Ревизор» Н. В. Гоголя (возобновление) — режиссёр Ю. Юровский
- 1940 — «Простая девушка» Василия Шкваркина (возобновление)
- 1940 — «Сердце не камень» А. Н. Островского (возобновление) — режиссёр Ю. Юровский
- 1940 — «Чужой ребёнок» Василия Шкваркина (возобновление)
- 1940 — «Беспокойная старость» Леонида Рахманова — режиссёр Ю. Юровский
- 1940 — «Счастливая женщина» («Счастливый брак») М. Тригер (возобновление)
- 1940 — «Разлом» Бориса Лавренёва — режиссёр Ю. Юровский
- 1940 — «Женитьба Белугина» А. Н. Островского — режиссёр Ю. Юровский
- 1940 — «Мстислав Удалой» Иосифа Прута — режиссёр М. Пярн
- 1940 — «Бабушка» Н. Карельской — режиссёр Ю. Юровский

- 1941 — «Сёстры» Юрия Германа — режиссёр М. Пярн
- 1941 — «Женитьба» Н. В. Гоголя — режиссёр М. Пярн
- 1941 — «Машенька» Александра Афиногенова — режиссёр М. Пярн
- 1941 — «Мачеха» Оноре де Бальзака — режиссёр Ю. Юровский

- 1944 — «Женитьба Белугина» А. Н. Островского (возобновление) — режиссёр Ю. Юровский

- 1945 — «Так и будет» Константина Симонова — режиссёр Ю. Юровский
- 1945 — «Сёстры» Юрия Германа (возобновление) — режиссёр М. Пярн
- 1945 — «Пигмалион» Бернарда Шоу — режиссёр Ю. Юровский
- 1945 — «Невестка» Вилиса Лациса — режиссёр В. Глеков

- 1946 — «Без вины виноватые» А. Н. Островского (возобновление) — режиссёр А. Глеков
- 1946 — «Дорога в Нью-Йорк» Леонида Малюгина — режиссёр М. Пярн
- 1946 — «Маяк на острове» Вилиса Лациса — режиссёр Ю. Юровский
- 1946 — «Дремучее сердце» Бориса Липатова — режиссёр А. Глеков
- 1946 — «Новеллы Маргариты Наваррской» Эжена Скриба и Эрнеста Легуве — режиссёр М. Пярн
- 1946 — «Под каштанами Праги» Константина Симонова — режиссёр С. Владычанский
- 1946 — «Враги» Максима Горького — режиссёр А. Глеков

- 1947 — «За тех, кто в море» Бориса Лавренёва — режиссёр М. Пярн
- 1947 — «Две Америки» («Русский вопрос») Константина Симонова — режиссёры А. Глеков, М. Пярн
- 1947 — «Дядя Ваня» А. П. Чехова — режиссёр Ю. Юровский
- 1947 — «Мещане» Максима Горького — режиссёр А. Денисов
- 1947 — «Глубокие корни» Дж. Гоу и А. д'Юссо — режиссёры А. Глеков, А. Денисов
- 1947 — «Кремлёвские курсанты» Николая Погодина — режиссёры А. Глеков, М. Пярн
- 1947 — «Поток жизни» А. Глекова — режиссёр М. Пярн
- 1947 — «Остров мира» Евгения Петрова — режиссёр А. Глеков

- 1948 — «У нас на земле» Ольги Берггольц и Георгия Макагоненко — режиссёр М. Пярн
- 1948 — «Лес» А. Н. Островского — режиссёр А. Мартынов
- 1948 — «Поздняя любовь» А. Н. Островского — режиссёр А. Денисов
- 1948 — «О друзьях-товарищах» Владимира Масса и Михаила Червинского — режиссёры А. Ефремов, М. Пярн
- 1948 — «Жили три друга» А. Успенского — режиссёр А. Мартынов
- 1948 — «Безумный день, или Женитьба Фигаро» Бомарше — режиссёр А. Денисов
- 1948 — «Московский характер» Анатолия Софронова — режиссёры А. Ефремов, А. Мартынов

- 1949 — «Дворянское гнездо» по роману И. С. Тургенева — режиссёры А. Ефремов, М. Пярн
- 1949 — «Честь» Александра Штейна — режиссёр А. Мартынов
- 1949 — «На той стороне» Анатолия Барянова — режиссёр А. Мартынов
- 1949 — «Счастье» Петра Павленко и Станислава Радзинского — режиссёр А. Ефремов
- 1949 — «20 лет спустя» Михаила Светлова — режиссёр П. Хомский
- 1949 — «Наш современник» Константина Паустовского — режиссёр А. Мартынов
- 1949 — «Роковое наследство» Льва Шейнина — режиссёр М. Пярн
- 1949 — «Миссурийский вальс» Николая Погодина — режиссёр А. Ефремов
- 1949 — «Заговор обречённых» Николая Вирта — режиссёр А. Мартынов
- 1949 — «Не было ни гроша, да вдруг алтын» А. Н. Островского — режиссёр А. Мартынов

## 1950—1959
- 1950 — «В огне» Рудольфа Блауманиса  — режиссёры А. Мартынов, Ю. Юровский
- 1950 — «Зелёная улица» Анатолия Сурова  — режиссёр И. Темяков
- 1950 — «Незабываемый 1919-й» Всеволода Вишневского  — режиссёр А. Ефремов
- 1950 — «С любовью не шутят» Педро Кальдерона  — режиссёр П. Хомский
- 1950 — «Слово женщинам» Элины Залите — режиссёр А. Ефремов
- 1950 — «Буря» по роману Вилиса Лациса — режиссёры А. Ефремов, М. Пярн
- 1950 — «Калиновая роща» Александра Корнейчука — режиссёр А. Мартынов
- 1950 — «Кандидат партии» Александра Крона — режиссёр Ю. Юровский

- 1951 — «Грозное оружие» А. Липовского — режиссёр М. Пярн
- 1951 — «Ревизор» Н. В. Гоголя (повторная редакция) — режиссёр А. Мартынов
- 1951 — «В середине века» («Совесть мира») Льва Шейнина — режиссёр М. Пярн
- 1951 — «Сегодня и завтра» А. Давурина и К. Кривошеина — режиссёр А. Мартынов
- 1951 — «Воскресение» по роману Л. Н. Толстого — режиссёр В. Познанский
- 1951 — «Любовь Яровая» Константина Тренёва — режиссёр М. Пярн

- 1952 — «Много шума из ничего» Уильяма Шекспира — режиссёр Ю. Юровский
- 1952 — «Тридцать сребреников» Говарда Фаста — режиссёр М. Пярн
- 1952 — «Свадьба с приданым» Николая Дьяконова — режиссёр Г. Рево
- 1952 — «Дачники» Максима Горького — режиссёр Ш. Карухнишвили
- 1952 — «Макар Дубрава» Александра Корнейчука — режиссёр Ю. Юровский
- 1952 — «Бешеные деньги» А. Н. Островского — режиссёр М. Пярн
- 1952 — «Прага остаётся моей» («Юлиус Фучик») Ю. Буряковского — режиссёр Г. Рево

- 1953 — «Девицы-красавицы» Алексея Симукова — режиссёр А. Лакшин
- 1953 — «Полковник Фостер признаёт себя виновным» Роже Вайяна — режиссёр Ю. Юровский
- 1953 — «Шакалы» Аугуста Якобсона — режиссёр А. Лакшин
- 1953 — «Земной рай» О. Василёва — режиссёр П. Хомский
- 1953 — «Раки» Сергея Михалкова — режиссёр Ш. Карухнишвили
- 1953 — «Волки и овцы» А. Н. Островского — режиссёр А. Лакшин
- 1953 — «Не называя фамилий» Василия Минко — режиссёр А. Лакшин
- 1953 — «Любовь на рассвете» Ярослава Галана — режиссёр Ш. Карухнишвили

- 1954 — «Купальщица Сюзанна» Андрея Упита — режиссёр А. Лейманис
- 1954 — «Сомов и другие» Максима Горького — режиссёр А. Лакшин
- 1954 — «Стрекоза» Марии Бараташвили — режиссёр Ш. Карухнишвили
- 1954 — «Порт-Артур» Александра Степанова и Ивана Попова — режиссёр А. Лакшин
- 1954 — «Король Лир» Уильяма Шекспира — режиссёр С. Радлов
- 1954 — «На бойком месте» А. Н. Островского — режиссёр Ш. Карухнишвили
- 1954 — 20 декабря. Юбилейный вечер, посвящённый 60-летию со дня рождения и 40-летию сценической деятельности народного артиста СССР Юрия Ильича Юровского

- 1955 — «Домик на окраине» Алексея Арбузова — режиссёр А. Лакшин
- 1955 — «Ночь ошибок» Оливера Гольдсмита — режиссёр С. Радлов
- 1955 — «Персональное дело» Александра Штейна — режиссёр Ш. Карухнишвили
- 1955 — «После свадьбы» Владимира Канивца — режиссёр А. Лакшин
- 1955 — «Иван Рыбаков» Виктора Гусева — режиссёр С. Радлов
- 1955 — «Воскресение в понедельник» Владимира Дыховичного и Мориса Слободского — режиссёр Ш. Карухнишвили
- 1955 — «Огни в степи» Владимира Пистоленко — режиссёр А. Лакшин
- 1955 — «В огне» Рудольфа Блауманиса (повторная редакция) — режиссёр Ю. Юровский

- 1956 — «Гибель эскадры» Александра Корнейчука — режиссёр Ш. Карухнишвили
- 1956 — «Привидения» Генрика Ибсена — режиссёр С. Радлов
- 1956 — «Д-р» («Доктор философии») Бранислава Нушича — режиссёр А. Лакшин
- 1956 — «Деньги» Анатолия Софронова — режиссёр Ш. Карухнишвили
- 1956 — «Телефонный звонок» Фредерика Нотта — режиссёр Г. Рево
- 1956 — «Шестой этаж» Альфреда Жери — режиссёр В. Балюна
- 1956 — «Когда цветёт акация» Н. Винникова — режиссёр А. Лейманис

- 1957 — «Макбет» Уильяма Шекспира — режиссёр С. Радлов
- 1957 — «Сонет Петрарки» Николая Погодина — режиссёр В. Балюна
- 1957 — «О любви, родине, поэзии» литературная композиция по произведениям  Александра Блока, Сергея Есенина и Владимира Маяковского — режиссёры В. Балюна, Н. Барабанов, С. Радлов
- 1957 — «Интервенция» Льва Славина — режиссёр В. Балюна
- 1957 — «Любовь сильнее смерти» Райниса — режиссёры Ю. Юровский, О. Бормане
- 1957 — «Последний выбор» Эриха Мария Ремарка — режиссёры В. Балюнас, С. Радлов
- 1957 — «Во весь голос» Александра Липовского — режиссёры В. Балюна, А. Липовский
- 1957 — «Это было в Конске» («Домик») Валентина Катаева — режиссёр С. Радлов

- 1958 — «В какую гавань?» Арвида Григулиса — режиссёр В. Балюна
- 1958 — «Такая любовь» Павла Когоута — режиссёр А. Бирюков
- 1958 — «Тевье-молочник» по роману Шолом-Алейхема — режиссёр В. Балюна, С. Радлов
- 1958 — «Дикарка» А. Н. Островского — режиссёр А. Мартынов
- 1958 — «Тайфун» Цао Юй — режиссёр А. Лейманис
- 1958 — «Медвежья шкура» Александра Борщаговского — режиссёр В. Балюна
- 1958 — «Варвары» М. Горького — режиссёр В. Балюна
- 1958 — 27 декабря. Юбилейный вечер, посвящённый 75-летию театра

- 1959 — «Пять вечеров» Александра Володина — режиссёр Ю. Сергеев
- 1959 — «Не было ни гроша, да вдруг алтын» А. Н. Островского — режиссёр А. Мартынов
- 1959 — «Факел» («Всё остаётся людям») Самуила Алёшина — режиссёр С. Бирман
- 1959 — «Карьера» Дж. Ли — режиссёр Ю. Ятковский
- 1959 — «Неоконченная песня» Я. Масевича — режиссёр В. Балюна
- 1959 — «Здравствуй, Катя!» Михаила Львовского — режиссёр Ю. Смирнов
- 1959 — «Лисистрата» Аристофана — режиссёры В. Балюна, Ю. Ятковский

## 1960—1969
- 1960 — «Вишнёвый сад» А. П. Чехова — режиссёр М. Гольдблат
- 1960 — «Иркутская история» Алексея Арбузова — режиссёр П. Хомский
- 1960 — «Голый король» Евгения Шварца — режиссёр П. Хомский
- 1960 — «Хотя и осень» Гунара Приеде — режиссёры П. Хомский, Ю. Ятковский
- 1960 — «Делец» Алексея Толстого — режиссёры А. Бирюков, Ю. Смирнов
- 1960 — «Воскресение» по роману Л. Н. Толстого (возобновление) — режиссёр В. Познанский, режиссёр возобновления Н. Барабанов
- 1960 — «Верю в тебя» Вадима Коростылёва — режиссёр А. Бирюков
- 1960 — «Океан» Александра Штейна — режиссёры П. Хомский, А. Мартынов

- 1961 — «Проводы белых ночей» Веры Пановой — режиссёр А. Бирюков
- 1961 — «Остров Афродиты» Алексиса Парниса — режиссёр Ю. Ятковский
- 1961 — «Щедрый вечер» В. Блажека — режиссёры П. Хомский, А. Мартынов
- 1961 — «Один год» Ю. Германа и Б. Реста — режиссёры П. Хомский, Ю. Ятковский
- 1961 — «Потерянный сын» Алексея Арбузова — режиссёр А. Бирюков
- 1961 — «Коллеги» Г. Стабового по повести Василия Аксёнова — режиссёр О. Лебедев
- 1961 — «Четвёртый» Константина Симонова — режиссёр Ю. Ятковский
- 1961 — «Горя бояться — счастья не видать» Самуила Маршака — режиссёры И. Секирин, И. Федив

- 1962 — «Моя старшая сестра» Александра Володина — режиссёры А. Лейманис, С. Васильев
- 1962 — «Голубая рапсодия» Николая Погодина — режиссёр О. Лебедев
- 1962 — «Сирано де Бержерак» Эдмона Ростана — режиссёр П. Хомский
- 1962 — «Не склонившие головы» Н. Дугласа и Г. Смита — режиссёр О. Лебедев
- 1962 — «Чёрные птицы» («Верность») Николая Погодина — режиссёр Ю. Ятковский
- 1962 — «Палата» Самуила Алёшина — режиссёр А. Лейманис
- 1962 — «Двое на качелях» Уильяма Гибсона — режиссёр О. Лебедев

- 1963 — «Окна настежь» Олега Стукалова — режиссёр М. Гольдблат
- 1963 — «Серьёзная комедия» («Опасные годы») Б. Бржезовского — режиссёр А. Кац
- 1963 — «Нас где-то ждут» Алексея Арбузова — режиссёр Ю. Ятковский
- 1963 — «Смерть Тарелкина» А. В. Сухово-Кобылина — режиссёр О. Лебедев
- 1963 — «День чудесных обманов» («Дуэнья») Ричарда Шеридана — режиссёр Р. Горяев
- 1963 — «Человек со звезды» («Лучше оставаться мёртвым») К. Виттлингера — режиссёр И. Секирин
- 1963 — «Солдатская шинель» Арвида Григулиса — режиссёр А. Апеле
- 1963 — «История одной любви» Константина Симонова — режиссёр А. Кац
- 1963 — «Совесть» Д. Павловой — режиссёр Ю. Ятковский

- 1964 — «Рассудите нас, люди» Александра Андреева — режиссёр А. Кац
- 1964 — «В день свадьбы» Виктора Розова — режиссёр Ю. Ятковский
- 1964 — «Егор Булычов и другие» Максима Горького — режиссёры А. Кац и Ю. Ятковский
- 1964 — «Дикарь» («Наивный») Вольтера — режиссёр Л. Белявский
- 1964 — «Красная шапочка» Евгения Шварца — режиссёр Е. Секирин
- 1964 — «На диком бреге» Бориса Полевого — режиссёры А. Кац и Ю. Ятковский
- 1964 — «За час до полуночи» Властимила Шубрта — режиссёр Л. Белявский

- 1965 — «Всеми забытый» Назыма Хикмета — режиссёр Ю. Ятковский
- 1965 — «Вестсайдская история» Артура Лорентса и Леонарда Бернстайна (по Э. Леману) — режиссёры А. Кац и Л. Белявский
- 1965 — «Венская почтовая марка» Арди Лийвеса  — режиссёр Э. Агу
- 1965 — «Заглянуть в колодец» Якова Волчека — режиссёр Л. Белявский

- 1966 — «Доходное место» А. Н. Островского — режиссёр Ю. Ятковский
- 1966 — «Затейник» Виктора Розова — режиссёр Л. Белявский
- 1966 — «Рождество в доме синьора Купьелло» Эдуардо Де Филиппо — режиссёр А. Кац
- 1966 — «Грешная деревня, или Забытый чёрт» Яна Дрды — режиссёры А. Кац и Б. Луценко
- 1966 — «Хочу быть честным» Владимира Войновича — режиссёр Л. Белявский

- 1967 — «Ночная повесть» К. Хоиньского — режиссёр А. Кац
- 1967 — «Разорванный рубль» Сергея Антонова и Оскара Ремеза — режиссёр Л. Белявский
- 1967 — «Традиционный сбор» Виктора Розова — режиссёр К. Гинкас
- 1967 — «Через сто лет в берёзовой роще» Вадима Коростылёва — режиссёр А. Кац

- 1968 — «Девятый праведник» Ежи Юрандота — режиссёр Л. Белявский
- 1968 — «Варшавская мелодия» Леонида Зорина — режиссёр Г. Зискин
- 1968 — «Чёртов кряж» Эгона Ливса — режиссёр А. Кац
- 1968 — «Кавказский меловой круг» Бертольта Брехта — режиссёры А. Кац и Л. Белявский
- 1968 — «Счастливые дни несчастливого человека» Алексея Арбузова — режиссёр Г. Бражник
- 1968 — «Кот в сапогах» Н. Собольщикова-Самарина — режиссёр Л. Белявский

- 1969 — «Я отвечаю за всё» по роману Юрия Германа — режиссёр Л. Белявский
- 1969 — «Варвары» Максима Горького — режиссёр А. Кац
- 1969 — «Человек из Ламанчи» Д. Вассермана, Д. Дэриона и М. Ли — режиссёры А. Кац и Б. Луценко
- 1969 — «Человек и джентльмен» Эдуардо Де Филиппо — режиссёр А. Кигель
- 1969 — «Дуэль» Мара Байджиева — режиссёр О. Альшиц
- 1969 — «Тридцатое августа» («Большевики»)  Михаила Шатрова — режиссёр Л. Белявский

## 1970—1979
- 1970 — «Однажды, в новогоднюю ночь…» Эмиля Брагинского и Эльдара Рязанова — режиссёр Л. Белявский
- 1970 — «На дне» Максима Горького — режиссёр А. Кац
- 1970 — «Один… два… три…» А. Корина — режиссёр Ю. Исакович
- 1970 — «Жизнь господина де Мольера» («Кабала святош») Михаила Булгакова — режиссёр Л. Белявский
- 1970 — «Баня» Владимира Маяковского — режиссёр И. Пеккер
- 1970 — «Сказ о Скоморохе и царе Горохе» М. Корабельника — режиссёр И. Пеккер

- 1971 — «Телевизионные помехи» Кароя Сакони — режиссёр А. Кац
- 1971 — «Свой остров» Раймонда Каугвера — режиссёр И. Пеккер
- 1971 — «Час пик» по роману Ежи Ставинского — режиссёр А. Кац
- 1971 — «А зори здесь тихие» по повести Бориса Васильева — режиссёры А. Кац и Ю. Красовский

- 1972 — «Человек со стороны» Игнатия Дворецкого — режиссёры А. Кац и И. Пеккер
- 1972 — «С любимыми не расставайтесь!» Александра Володина — режиссёр Л. Белявский
- 1972 — «Жанна д’Арк» Андрея Упита — режиссёры А. Кац и И. Пеккер
- 1972 — «Затюканный апостол» Андрея Макаёнка — режиссёр А. Кац
- 1972 — «Женщина за зелёной дверью» Рустама Ибрагимбекова — режиссёр Л. Белявский

- 1973 — «Бременские уличные музыканты» В. Шульжика — режиссёры И. Пеккер и А. Гетман
- 1973 — «Алкор и Мона» С. Ману по пьесе М. Себастьяна «Безымянная звезда» — режиссёр Б. Луценко
- 1973 — «На всякого мудреца довольно простоты» А. Н. Островского — режиссёр А. Кац
- 1973 — «Темп — тысяча девятьсот двадцать девять» Николая Погодина — режиссёры А. Кац и Л. Белявский
- 1973 — «Прошлым летом в Чулимске» Александра Вампилова — режиссёр И. Пеккер

- 1974 — «Беседы с Сократом» Эдварда Радзинского — режиссёр А. Кац
- 1974 — «День-деньской» Андрея Вейцлера и Александра Мишарина — режиссёр А. Дзекун
- 1974 — «Старый Новый год» Михаила Рощина — режиссёр М. Джангишерашвили
- 1974 — «Визит старой дамы» Фридриха Дюрренматта — режиссёр И. Пеккер

- 1975 — «Транзит» Леонида Зорина — режиссёр А. Лебедев
- 1975 — «Муж и жена снимут комнату» Михаила Рощина — режиссёр Л. Белявский
- 1975 — «В списках не значился» по роману Бориса Васильева — режиссёр А. Кац
- 1975 — «Энергичные люди» Василия Шукшина — режиссёр Л. Белявский
- 1975 — «Три толстяка» по сказке Юрия Олешы — режиссёр И. Пеккер

- 1976 — «По личным вопросам» Петра Попогребского — режиссёр А. Кац
- 1976 — «Железный квартирант» Паула Путниньша — режиссёр П. Петерсонс
- 1976 — «Цилиндр» Эдуардо Де Филиппо — режиссёр М. Морейдо
- 1976 — «Утиная охота» Александра Вампилова — режиссёр А. Кац
- 1976 — «Красная шапочка» Евгения Шварца — режиссёры А. Кац, Ю. Лосев, В. Малахов

- 1977 — «Святая святых» Иона Друцэ — режиссёр К. Гинкас
- 1977 — «Последнее слово за вами» Георгия Данаилова — режиссёр П. Александров (Болгария)
- 1977 — «Друзья, споём о Беранже» инсценировка по произведениям Пьера Беранже — режиссёр В. Малахов
- 1977 — «Дни Турбиных» Михаила Булгакова — режиссёры А. Кац, Ю. Альшиц
- 1977 — «Король Лир» Уильяма Шекспира — режиссёр А. Кац
- 1977 — «Фантазии Фарятьева» Аллы Соколовой — режиссёр Ю. Альшиц

- 1978 — «Сказка о двух клёнах» Евгения Шварца — режиссёр В. Сливкин
- 1978 — «Земляничная поляна» Ингмара Бергмана — режиссёры А. Кац, А. Казанцев
- 1978 — «Убивец» пьеса Марка Розовского по роману Ф. М. Достоевского «Преступление и наказание» — режиссёр М. Розовский
- 1978 — «Земляничная поляна» Ингмара Бергмана — режиссёры А. Кац, А. Казанцев
- 1978 — «Аморальная история» Эмиля Брагинского и Эльдара Рязанова — режиссёр Ю. Альшиц
- 1978 — «Что случилось в зоопарке» Эдварда Олби — режиссёр А. Кац

- 1979 — «Гнездо глухаря» Виктора Розова — режиссёры А. Кац, Ал. Казанцев
- 1979 — «Вишнёвый сад» А. П. Чехова — режиссёр А. Кац
- 1979 — «Мы, нижеподписавшиеся» Александра Гельмана — режиссёры А. Кац, Д. Диджиокас
- 1979 — «История лошади» пьеса Марка Розовского по повести Л. Н. Толстого «Холстомер» — режиссёр М. Розовский
- 1979 — «Избранник судьбы» Бернарда Шоу — режиссёр В. Рубанов
- 1979 — «Спридитис» Анны Бригадере — режиссёр Н. Карасёв

## 1980—1989
- 1980 — «Дни портных в Силмачах» Рудольфа Блауманиса — режиссёр А. Кац
- 1980 — «Тринадцатый председатель» Азата Абдуллина — режиссёры А. Кац, Н. Карасёв
- 1980 — «А зори здесь тихие» по повести Бориса Васильева (новая редакция) — режиссёры А. Кац и Ю. Красовский
- 1980 — «Реквием по монахине» Уильяма Фолкнера и Альбера Камю — режиссёр А. Кац
- 1980 — «Ретро» Александра Галина — режиссёр С. Лосев

- 1981 — «Мельница счастья» Виктора Мережко — режиссёры А. Кац, Н. Карасёв
- 1981 — «Воспоминание» Алексея Арбузова — режиссёр В. Петров
- 1981 — «Анна Снегина» по поэме Сергея Есенина — режиссёры А. Кац, Ю. Лосев
- 1981 — «Игра в джин» Д. Кобурна — режиссёр С. Лосев
- 1981 — «Ревизор» Н. В. Гоголя — режиссёры А. Кац, В. Петров

- 1982 — «Ночные забавы» Виктора Мережко — режиссёр В. Петров
- 1982 — «Не был… не состоял… не участвовал…» Ю. Макарова — режиссёр С. Лосев
- 1982 — «С трёх до шести» Александра Чхаидзе — режиссёр В. Петров
- 1982 — «От «А» до «Я» 30 декабря. Дипломный спектакль — режиссёры А. Кац, Р. Праудина, С. Лосев

- 1983 — «Дядя Ваня» А.Чехов Дипломный спектакль — режиссёр С. Лосев
- 1983 — «Чайка» А. П. Чехова — режиссёры А. Кац, С. Лосев

- 1984 — «Альберт» Х. Гулбис — режиссёр С. Лосев
- 1984 — «Пролетая над гнездом кукушки» Дейла Вассермана по роману Кена Кизи — режиссёр С. Лосев
- 1984 — «Театр времён Нерона и Сенеки» Эдв.Радзинский — режиссёры А. Кац, С. Лосев

- 1985 — «Вы чьё, старичьё?» Б.Васильев — режиссёр С. Лосев
- 1985 — «Всё хорошо, что хорошо кончается» Уильяма Шекспира
- 1985 — «Последние» Максима Горького — режиссёр А. Кац
- 1985 — «Белоснежка и семь гномов» Л.Устинов, О.Табаков — режиссёр С. Лосев

- 1986 — «Эшелон» М.Рощин — режиссёры А. Кац, С. Лосев

- 1987 — «Игрок» по роману Ф. М. Достоевского «Преступление и наказание» — режиссёр Ростислав Горяев
- 1987 — «Три девушки в голубом» Л.Петрушевская — режиссёр С. Лосев
- 1987 — «Миражи» Р.Эзера — режиссёр С. Лосев
- 1987 — «Три девушки в голубом» Л.Петрушевская — режиссёр С. Лосев

- 1988 — «Гамлет» Уильяма Шекспира
- 1988 — «Отцы-66» Е.Григорьев — режиссёр С. Лосев

## 1990—1999
- 1991 — «Кто убил Мари Жанну?» Жана Ануйя
- 1991 — «Люди и мыши» Дж. Стейнбек — режиссёр С. Лосев
- 1991 — «Мсье N» Ч.Чаплин — режиссёр С. Лосев
- 1991 — «В будущем году, в то же время» Б.Слейд — режиссёр С. Лосев

- 1992 — «Бешеные деньги» А. Н. Островского
- 1992 — «Спокойной ночи, мама» М.Норман — режиссёр С. Лосев
- 1992 — «Недосягаемая» С.Моэм — режиссёр С. Лосев

- 1993 — «Грехопадение» Оноре де Бальзака — режиссёр С. Лосев
- 1993 — «Цена» А.Миллер — режиссёр С. Лосев

- 1994 — «Касатка» А.Н. Толстой — режиссёр С. Лосев

- 1995 — «Самое главное» Николая Евреинова — режиссёр Роман Козак
- 1995 — «Сотворившая чудо» У. Гибсон — режиссёр С. Лосев
- 1995 — «Осенняя история» А.Николаи — режиссёр С. Лосев

- 1996 — «МУЗОБОЗ» спектакль-концерт музыкальных пародий 23 октября — режиссёр С. Лосев
- 1996 — «Золушка» Е.Шварц — режиссёр С. Лосев
- 1996 — «Самоуправцы» Алексея Писемского
- 1996 — «Игра с кошкой» Иштвана Эркеня — режиссёр С. Лосев
- 1996 — «Пляска смерти» Августа Стриндберга — режиссёр Роман Козак

- 1997 — «Маленькая девочка» Нины Берберовой
- 1996 — «Бумеранг» Л.Хеллман — режиссёр С. Лосев
- 1997 — «Отелло» Уильяма Шекспира — режиссёр Роман Козак

- 1998 — «Все в саду» переработанная Эдвардом Олби пьеса Дж. Купера — режиссёр С. Лосев
- 1998 — «Ужин дураков» Франсиса Вебера — режиссёр Роман Козак

- 1999 — «Вешние воды» И.Тургенев — инсценировка и постановка С. Лосев
- 1999 — «Французские страсти на подмосковной даче» Людмилы Разумовской — режиссёр С. Лосев

## 2000—2009
- 2000 — «Священные чудовища» Жана Кокто
- 2000 — «Я хочу жить в Париже» («Триумфальная арка») Э.Ремарк — инсценировка и постановка С. Лосев
- 2000 — «Покаяние или Полёт над бездной» Л. Коваль  — инсценировка и постановка С. Лосев
- 2000 — «Блудный сын» Рудольфа Блауманиса
- 2000 — «Каштанка» по рассказу А. П. Чехова — режиссёр Михаил Бычков

- 2001 — «Господин Пунтила и его слуга Матти» Б.Брехт — режиссёр Семён Лосев
- 2001 — «Аленький цветочек» по сказке С. Т. Аксакова — режиссёр Семён Лосев

- 2003 — «Чайка» А. П. Чехова — режиссёр Петер Штайн

- 2004 — «Король и шут» Александра Борщаговского — режиссёр Феликс Дейч
- 2004 — «Не боюсь Вирджинии Вульф» Эдварда Олби — режиссёр Роман Козак

- 2005 — «Любовники по выходным» по пьесе Марка Камолетти «Ох, уж эта Анна!» — режиссёр Михаил Мамедов
- 2005 — «Все люди — кошки» по пьесе Мары Залите «Земельный налог» — режиссёр Феликс Дейч
- 2005 — «Не везёт мне в смерти — повезёт в любви» Надежды Птушкиной — режиссёр Леонид Белявский
- 2005 — «Браво, Лауренсия!» Надежды Птушкиной — режиссёр Л. Белявский

- 2006 — «Проделки Эмиля» по мотивам произведений Астрид Линдгрен — режиссёр Вадим Гроссман
- 2006 — «Карлик» по роману Пера Лагерквиста — режиссёр Вадим Гроссман
- 2006 — «Незамужняя женщина» Льва Корсунского — режиссёр Михаил Мамедов
- 2006 — «Правда хорошо, а счастье лучше» А. Н. Островского — режиссёр Леонид Белявский
- 2006 — «Женитьба» Н. В. Гоголя — режиссёр Михаил Бычков
- 2006 — «Леди на день» Олега Данилова — режиссёр Дмитрий Астрахан
- 2006 — «Русский смех» по мотивам произведений Ф. М. Достоевского — режиссёр Роман Козак

- 2007 — «Дни нашей жизни» Леонида Андреева — режиссёр Андрей Прикотенко
- 2007 — «Одесса, город колдовской» по мотивам произведений Исаака Бабеля — режиссёр Владимир Золотарь
- 2007 — «Голодранцы-аристократы» Эдуардо Скарпетта — режиссёр Паоло Эмилио Ланди
- 2007 — «Калека с острова Инишмаан» Мартина Макдонаха — режиссёр Андрей Прикотенко
- 2007 — «Дона Флор и два её мужа» по роману Жоржи Амаду — режиссёр Андрей Прикотенко
- 2007 — «Конёк-Горбунок» по сказке П. П. Ершова — режиссёр Николай Горбунов
- 2007 — «Правила игры» по мотивам произведений А. С. Пушкина — режиссёр Андрей Прикотенко
- 2007 — «LiveJournal» сценическая композиция Тимофея Кулябина — режиссёр Тимофей Кулябин

- 2009 — «Жми наверх 1-3» Роланда Шиммельпфеннига — режиссёр Инесе Мичуле
- 2009 — «Призраки» Эдуардо Де Филиппо — режиссёр Роман Козак
- 2009 — «Gagarin Way» Грегори Берка — режиссёр Николай Горбунов
- 2009 — «Билет в один конец» А. Углова — режиссёр Дмитрий Астрахан
- 2009 — «Варшавская мелодия» Леонида Зорина — режиссёр Сергей Голомазов
- 2009 — «Мандрагора» Никколо Макиавелли — режиссёр Давиде Джованзана
- 2009 — «Бинго!» Вадима Бочанова — режиссёр Л. Белявский
- 2009 — «Я не Раппапорт» Эрба Гарднера — режиссёр Роландас Аткочюнас

## 2010—2012
- 2010 — «Юбилей всмятку» сценическая композиция по произведениям А. П. Чехова — режиссёр Леонид Белявский
- 2010 — «Бог войны, или Хомяк раздора» Ясмин Резы — режиссёр Валентин Мацулевич
- 2010 — «Порядок вещей» Нила Лабьюта — режиссёр Инесе Мичуле
- 2010 — «Полустанок» Алексея Щербака — режиссёр Михаил Груздов
- 2010 — «Двенадцатая ночь» Уильяма Шекспира — режиссёр Игорь Коняев
- 2010 — «Дядюшкин сон» по повести Ф. М. Достоевского — режиссёр Михаил Бычков

- 2011 — «Метод Гренхольма» Жорди Гальсеран — режиссёр Сергей Голомазов
- 2011 — «Зима» Евгения Гришковца — режиссёр Инесе Пуджа
- 2011 — «Гранёнка» несколько театральных этюдов — режиссёр Элмар Сеньков
- 2011 — «Благородная кровь» Инги Абеле — режиссёр Михаил Груздов
- 2011 — «Майзингер» Германа Грекова — режиссёр Дж. Дж. Джилинджер
- 2011 — «Не всё коту масленица» А. Н. Островского — режиссёр Игорь Коняев
- 2011 — «Человек и джентльмен» Эдуардо Де Филиппо — режиссёр Паоло Эмилио Ланди
- 2011 — «Ретро» Александра Галина — режиссёр Леонид Белявский
- 2011 — «Большое путешествие маленькой ёлочки» инсценировка сказки Ханса Кристиана Андерсена «Ель» — режиссёр Руслан Кудашов

- 2012 — «Танго между строк» Алексея Щербака — режиссёр Игорь Коняев